# Wawrzyniec Karaś
Wawrzyniec Karaś (ur. 3 lipca 1908 w Karczmiskach, zm. 1985) – polski rolnik, poseł na Sejm PRL III kadencji.

## Życiorys
Uzyskał wykształcenie podstawowe, prowadził własne gospodarstwo rolne w Karczmiskach. W trakcie II wojny światowej działał w Batalionów Chłopskich. Wstąpił do Zjednoczonego Stronnictwa Ludowego. W 1961 został posłem na Sejm PRL z okręgu Kraśnik, w parlamencie zasiadał w Komisji Rolnictwa i Przemysłu Spożywczego.